# Obiectivul de Dezvoltare Durabilă 10
Obiectivul de dezvoltare durabilă 10 (ODD 10 sau Obiectivul Global 10) - „Reducerea inegalităților” este unul dintre cele 17 Obiective de Dezvoltare Durabilă adoptate de Națiunile Unite în 2015. Potrivit Organizației Națiunilor Unite, obiectivul este: „Reducerea inegalităților în interiorul țărilor și între acestea”.
Obiectivul are 10 ținte, care urmează să fie atinse până în 2030. Progresul către ținte va fi măsurat prin indicatori. Primele 7 ținte sunt ținte de rezultat: reducerea inegalității veniturilor, promovarea incluziunii sociale, economice și politice universale, asigurarea egalității de șanse și eradicarea discriminării, adoptarea de politici fiscale și sociale care promovează egalitatea, reglementarea îmbunătățită a piețelor financiare și instituțiilor globale, reprezentare sporită pentru țările în curs de dezvoltare în instituțiile financiare, adoptarea de politici de migrație responsabile și bine gestionate. Celelalte 3 ținte sunt mijloace de implementare: tratament special și diferențiat pentru țările în curs de dezvoltare, încurajarea Asistenței Oficiale pentru Dezvoltare și a investițiilor în țările cel mai puțin dezvoltate, reducerea costurilor de tranzacție pentru transferurile financiare către familiile migranților.
Ținta 10.1 se referă la „susținerea creșterii veniturilor celor 40% din populație cu cele mai mici venituri la o rată mai mare decât media națională”. Acest obiectiv, cunoscut sub numele de „prosperitate partajată”, completează ODD 1 - Fără sărăcie, respectiv eradicarea sărăciei extreme, și este relevant pentru toate țările din lume. S-a înregistrat o creștere a veniturilor persoanelor mai sărace în perioada 2012–2017. Cu toate acestea, este obișnuit în multe țări ca „cei 40% din populație cu cele mai mici venituri să primească mai puțin de 25% din veniturile totale”:12.
Un raport al ONU din 2020 a subliniat că „femeile au mai multe șanse să fie victime ale discriminării decât bărbații”:44.

## Context
Inegalitatea există sub diferite forme, cum ar fi economice, bazate pe sex, dizabilități, rasă, inegalități sociale și diferite alte forme de discriminare. Măsurarea inegalității în formele sale individuale este o componentă crucială pentru a reduce inegalitatea în interiorul și între țări. Coeficientul Gini este cea mai utilizată unitate de măsură a inegalității socio-economice, deoarece poate prezenta elocvent distribuția veniturilor și a bogăției în și între țări.
Problemele asociate cu sănătatea, poluarea și justiția de mediu sunt adesea inseparabile de inegalitățile sociale. Uneori, aceste probleme sunt asociate și cu comunitățile indigene și aborigene, minoritățile etnice și comunitățile cu statut socio-economic scăzut. Studiile privind justiția de mediu arată că aceste comunități sunt predispuse la medii cu risc mai mare de expunere la poluare și contaminare toxică, care prezintă amenințări pe termen lung pentru sănătate și mediu.
Globalizarea este, de asemenea, însoțită de migrație, strămutare și deposedare, ceea a însemnat adesea creșterea vulnerabilității comunităților și grupurilor marginalizate, modelând în mod negativ perspectivele de globalizare și emancipare și sporind inegalitățile. Există, de asemenea, asocieri sub diferite forme între inegalitate și sănătatea mentală și fizică, cum ar fi anxietatea/concurența de statut, capitalul social, integrarea socială și coeziunea.
Anul 2022 a fost anul în care s-a înregistrat cel mai mare număr de refugiați din toate timpurile (34,6 milioane de persoane), 41% dintre aceștia fiind copii. Același an s-a dovedit, de asemenea, unul mortal pentru migranți, cu aproape 7.000 de decese înregistrate la nivel global de-a lungul rutelor de migrație. 
Una din șase persoane din întreaga lume a suferit o anumită formă de discriminare, fiind afectate în mod disproporționat femeile (aproape dublu față de bărbați) și persoanele cu dizabilități. 
Veniturile celor mai săraci 40% din populație au crescut mai rapid decât media națională în majoritatea țărilor, dar se pare că pandemia COVID-19 a afectat această tendință pozitivă de scădere a inegalității în interiorul țărilor. Pandemia a provocat, de asemenea, cea mai mare creștere a inegalității între țări din ultimele trei decenii.

## Ținte, indicatori și progres
ONU a definit 10 ținte și 11 indicatori pentru ODD 10. Țintele specifică obiectivele, iar indicatorii reprezintă parametrii prin care se monitorizează dacă aceste Ținte sunt atinse. ODD 10 acoperă aspecte precum reducerea inegalității veniturilor (10.1), promovarea incluziunii sociale, economice și politice universale (10.2), asigurarea egalității de șanse și eliminarea discriminării (10.3), adoptarea de politici fiscale și sociale care promovează egalitatea (10.4), îmbunătățirea reglementării globale a piețelor și instituțiilor financiare (10.5), reprezentarea sporită a țărilor în curs de dezvoltare în instituțiile financiare (10.6), politicile de migrație responsabile și bine gestionate (10.7), tratamentul special și diferențiat pentru țările în curs de dezvoltare (10.a), încurajarea creșterii Asistenței Oficiale pentru Dezvoltare și a investițiilor în țările cel mai puțin dezvoltate (10.b) și costurile de tranzacție reduse pentru transferurile către familie ale migranților (10.c).

### Ținta 10.1: Reducerea inegalității veniturilor

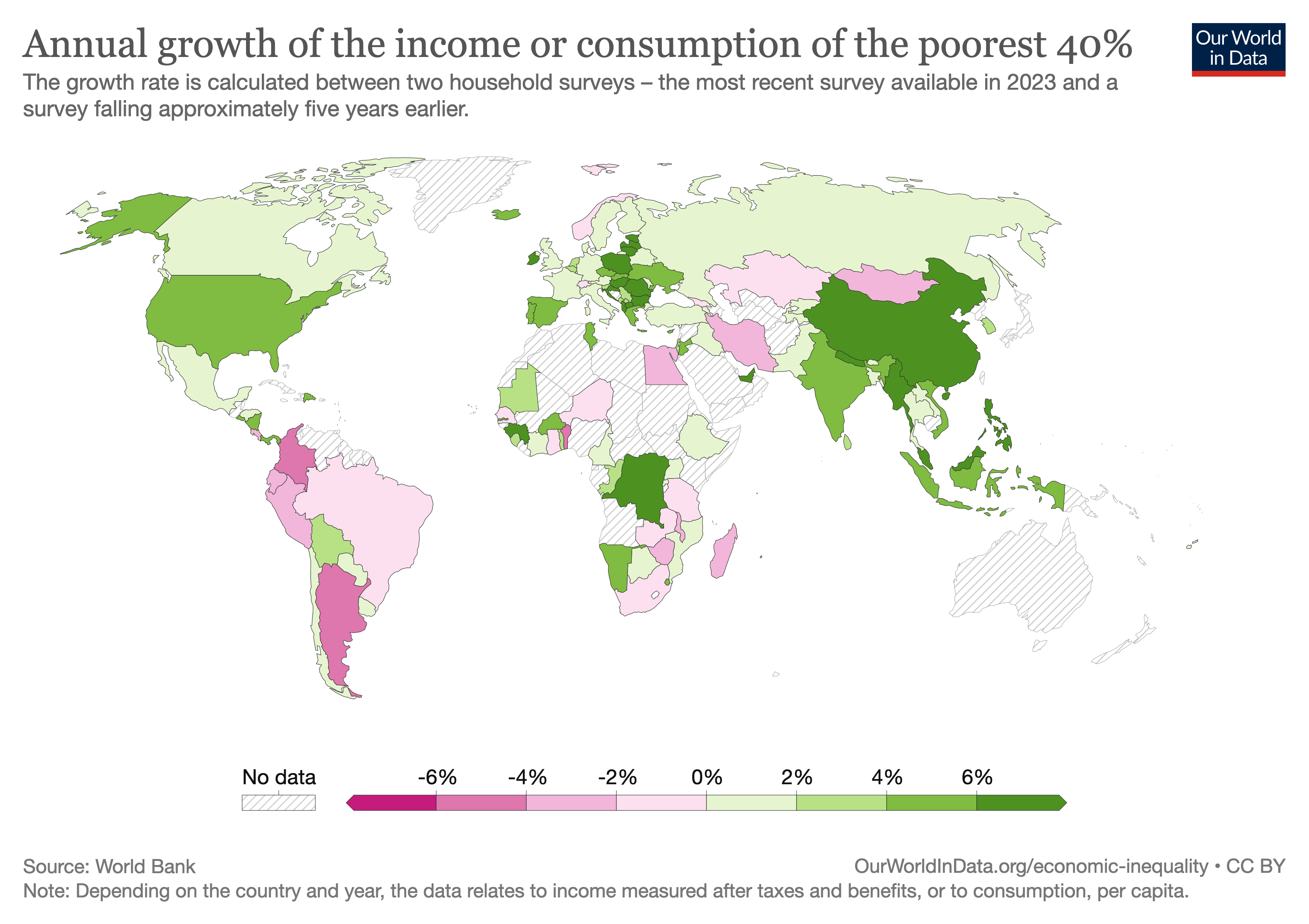
Harta lumii pentru indicatorul 10.1.1: Rata medie de creștere a cheltuielilor sau veniturilor per locuitor a celor mai săraci 40% din populație

Textul integral al Țintei 10.1 este: „Până în 2030, obținerea și susținerea progresivă a creșterii veniturilor celor mai săraci 40% din populație cu o rată mai mare decât media națională”. 
Această țintă are un singur indicator: indicatorul 10.1.1 reprezintă „Ratele de creștere a cheltuielilor sau a venitului per locuitor pentru cei mai săraci 40% din populație și pentru populația totală”.
Sărăcia relativă și inegalitatea reprezintă ponderea persoanelor care trăiesc sub 50% din nivelul veniturilor mediane. Datele din 110 țări cu venituri ridicate și mici au arătat că media națională însemna 14% din populație cu niveluri de venit sub acel prag. Dar atât țările bogate, cât și cele sărace au niveluri ridicate și scăzute de inegalitate. Inegalitatea veniturilor nu este strâns corelată nici cu sărăcia, nici cu bunăstarea, ceea ce sugerează că politicile care promovează egalitatea și incluziunea au relevanță universală.
S-a înregistrat o creștere a veniturilor persoanelor mai sărace în perioada 2012–2017. Cu toate acestea, este obișnuit în multe țări ca „cei mai săraci 40% din populație să primească mai puțin de 25% din venitul total”:12.

### Ținta 10.2: Promovarea incluziunii sociale, economice și politice universale

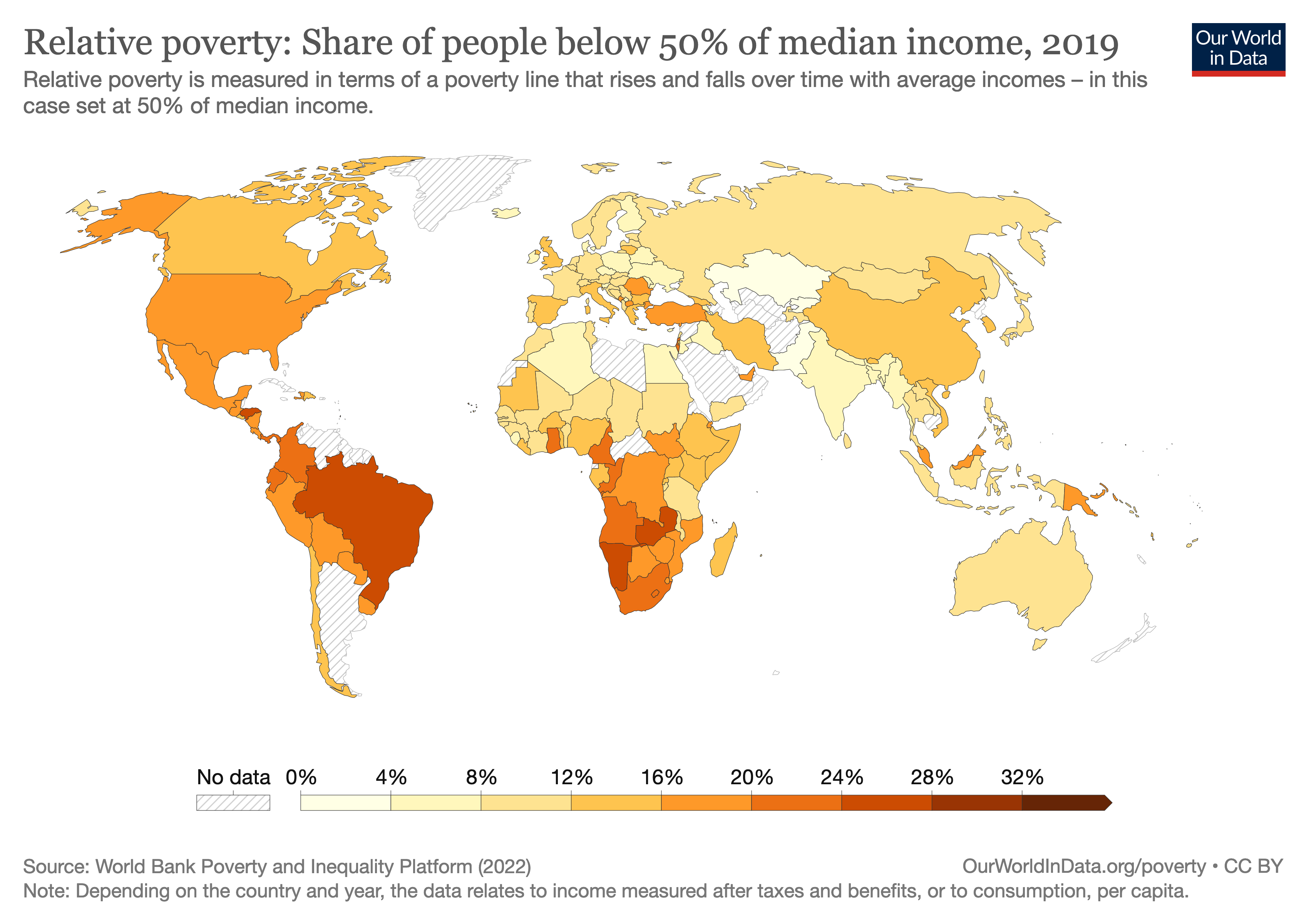
Harta lumii pentru indicatorul 10.2.1: Ponderea persoanelor care trăiesc cu mai puțin de 50% din venitul median

Textul integral al Țintei 10.2 este: „Până în 2030, adoptarea și promovarea incluziunii sociale, economice și politice pentru toți, indiferent de vârstă, sex, dizabilități, rasă, etnie, origine, religie, statut economic sau de altă natură".
Această țintă are un singur indicator: indicatorul 10.2.1 reprezintă „Ponderea persoanelor care trăiesc cu mai puțin de 50% din venitul median, după sex, vârstă și persoane cu dizabilități.

### Ținta 10.3: Asigurarea egalității de șanse și eradicarea discriminării
Textul integral al Țintei 10.3 este: „Asigurarea egalității de șanse și reducerea inegalităților, inclusiv prin eliminarea legilor, politicilor și practicilor discriminatorii și promovarea legislației, politicilor și acțiunilor adecvate în acest sens".
Această țintă are un singur indicator: indicatorul 10.3.1 reprezintă „Ponderea populației care raportează că s-a simțit personal discriminată sau hărțuită în ultimele 12 luni pe baza unui motiv de discriminare interzis de dreptul internațional al drepturilor omului”.
Un raport al ONU din 2020 a subliniat că „femeile au mai multe șanse de a fi victime ale discriminării decât bărbații”:44. Și situația este și mai gravă pentru femeile cu dizabilități:44.

### Ținta 10.4: Adoptarea politicilor fiscale și sociale care promovează egalitatea

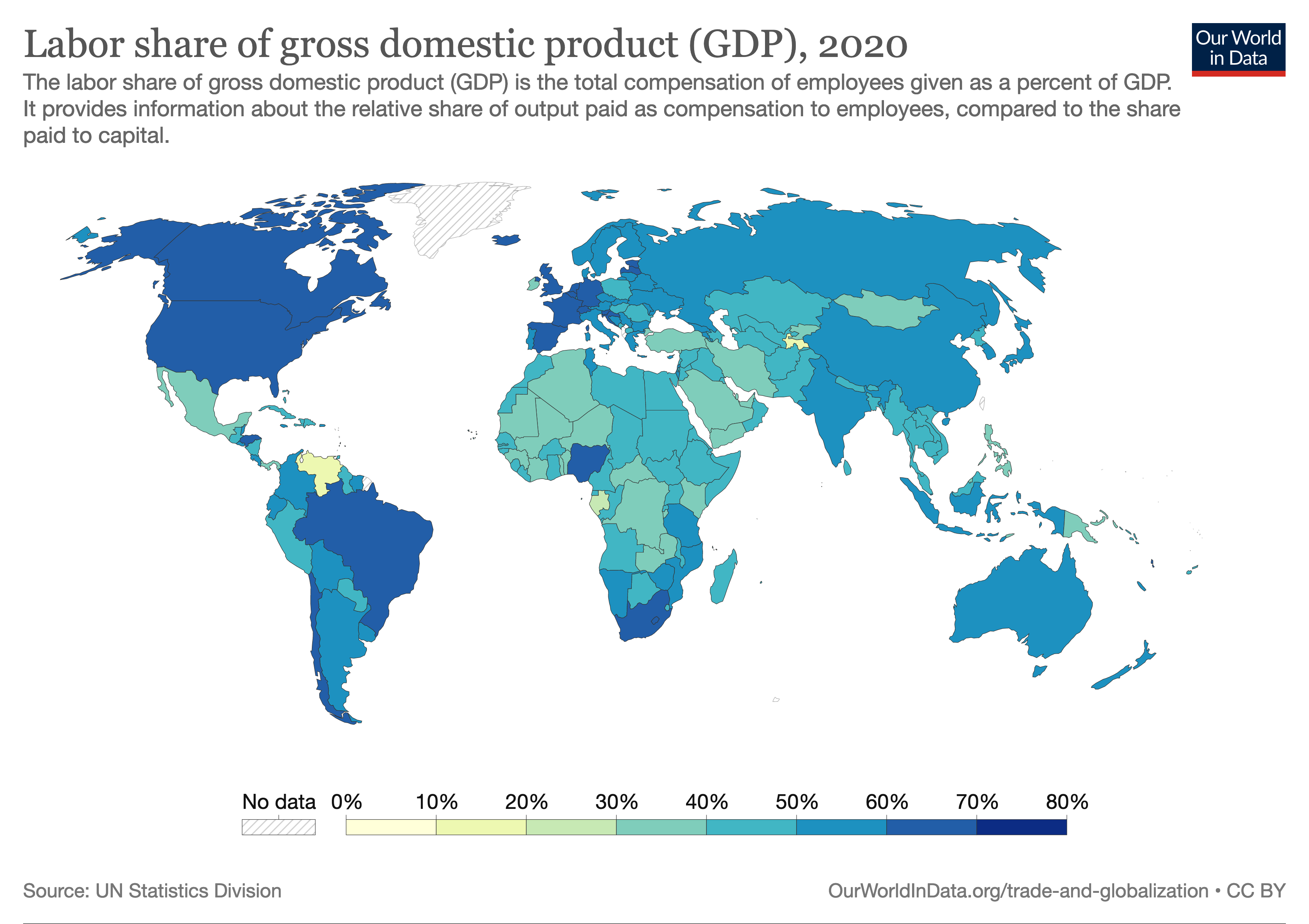
Harta lumii pentru indicatorul 10.4.1: Ponderea veniturilor din muncă în PIB

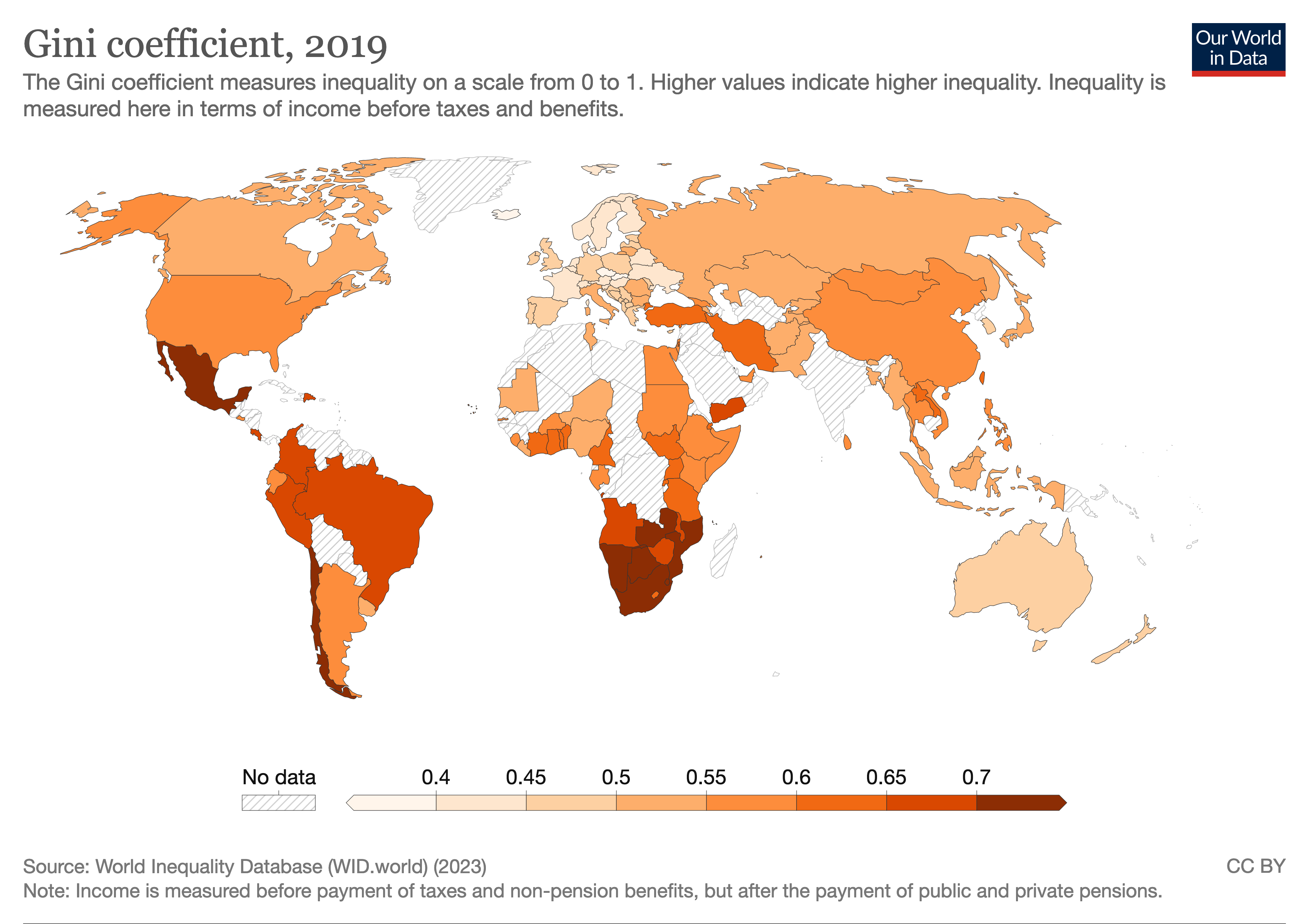
Harta lumii pentru indicatorul 10.4.2: Impactul redistributiv al politicii fiscale (coeficient Gini)

Textul integral al Țintei 10.4 este: „Adoptarea de politici, în special fiscale, salariale și de protecție socială, în scopul creșterii progresive a egalității de șanse". 
Această țintă are doi indicatori: 
- indicatorul 10.4.1: „Ponderea veniturilor din muncă (cuprinzând salariile și transferurile de protecție socială) în PIB”,
- indicatorul 10.4.2: „Impactul redistributiv al politicii fiscale”. Indicatorul este calculat în conformitate cu deciziile Organizației Mondiale a Comerțului, cu Agenda de dezvoltare de la Doha și cu Mandatul ministerial de la Hong Kong. Coeficientul Gini va fi prezentat ca a doua serie în baza de date, întrucât este o componentă a acestui indicator.

Un raport de progres al ONU din 2020 a constatat: „Cota globală a veniturilor din muncă a arătat o tendință de scădere după 2004, când a fost de 54%, ceea ce sugerează că lucrătorii primesc o proporție mai mică din valoarea producției la care au contribuit”.

### Ținta 10.5: Îmbunătățirea reglementării piețelor și instituțiilor financiare globale

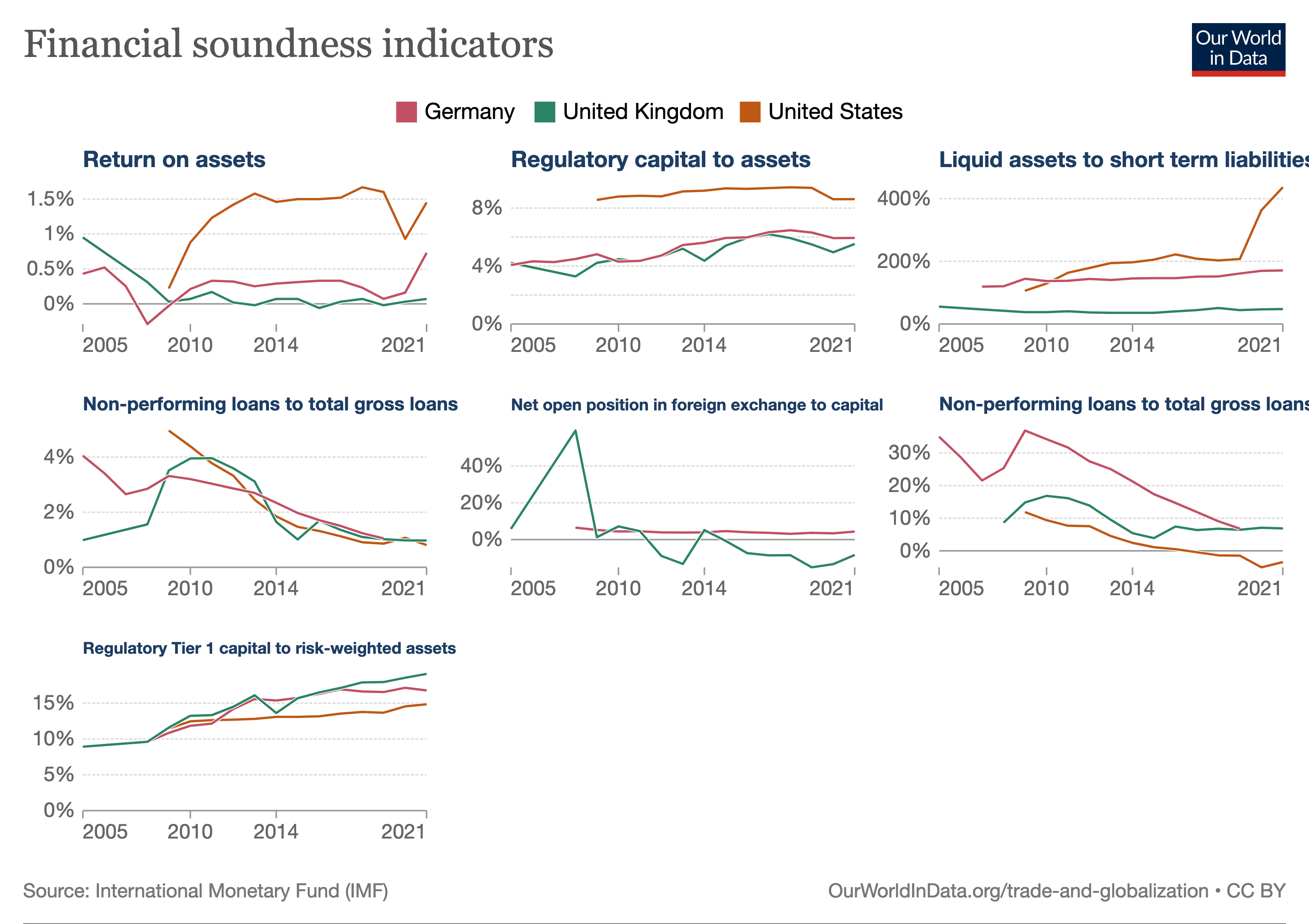
Grafice pentru indicatorul 10.5.1: Indicatori de soliditate financiară

Textul integral al Țintei 10.5 este: „Îmbunătățirea reglementării și monitorizării piețelor și instituțiilor financiare globale și consolidarea implementării acestor reglementări". 
Această țintă are un singur indicator: indicatorul 10.5.1 reprezintă „Indicatori de soliditate financiară”. 
Indicatorii de soliditate financiară (Financial Soundness Indicators) sunt determinați prin analizarea a 7 măsuri de soliditate financiară: 
1. capital față de active,
2. rentabilitatea activelor ponderate în funcție de risc,
3. credite neperformante net de provizioane față de capital,
4. credite neperformante față de totalul creditelor brute,
5. rentabilitatea activelor,
6. active lichide față de pasive pe termen scurt,
7. poziție netă deschisă în valută față de capital[14].

### Ținta 10.6: Reprezentarea sporită a țărilor în curs de dezvoltare în instituțiile financiare
Textul integral al Țintei 10.6 este: „Asigurarea creșterii reprezentării și influenței țărilor în curs de dezvoltare în procesul de luare a deciziilor în instituțiile economice și financiare internaționale globale, pentru a oferi instituții mai eficiente, credibile, responsabile și legitime".
Această țintă are un singur indicator: indicatorul 10.6.1 reprezintă „Ponderea membrilor și a drepturilor de vot ale țărilor în curs de dezvoltare în organizațiile internaționale”.

### Ținta 10.7: Politici de migrație responsabile și bine gestionate

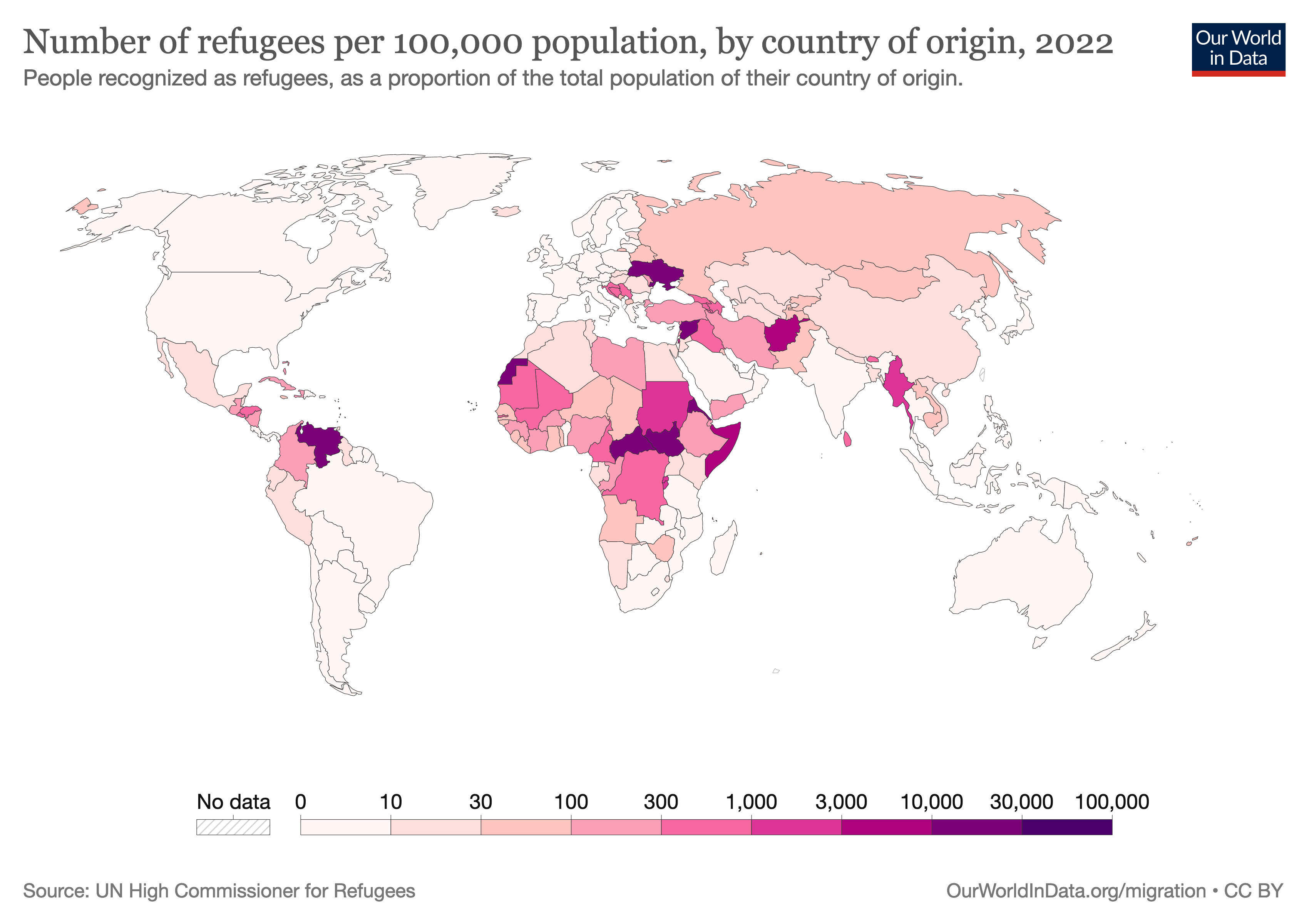
Harta lumii pentru indicatorul 10.7.4: Ponderea populației refugiate, după țara de origine

Textul integral al Țintei 10.7 este: „Facilitarea migrației și mobilității ordonate, sigure, regulate și responsabile a persoanelor, inclusiv prin punerea în aplicare a politicilor de migrație planificate și bine gestionate".
Această țintă are patru indicatori: 
- indicatorul 10.7.1: „Costurile de recrutare suportate de angajat ca proporție din venitul anual realizat în țara de destinație”,
- indicatorul 10.7.2: „Ponderea țărilor cu politici de migrație care facilitează migrația și mobilitatea oamenilor ordonate, sigure, regulate și responsabile”,
- indicatorul 10.7.3: „Numărul de persoane decedate sau dispărute în procesul de migrare către o destinație internațională[n 1]”,
- indicatorul 10.7.4: „Ponderea populației refugiate, după țara de origine”.

### Ținta 10.a: Tratament special și diferențiat pentru țările în curs de dezvoltare

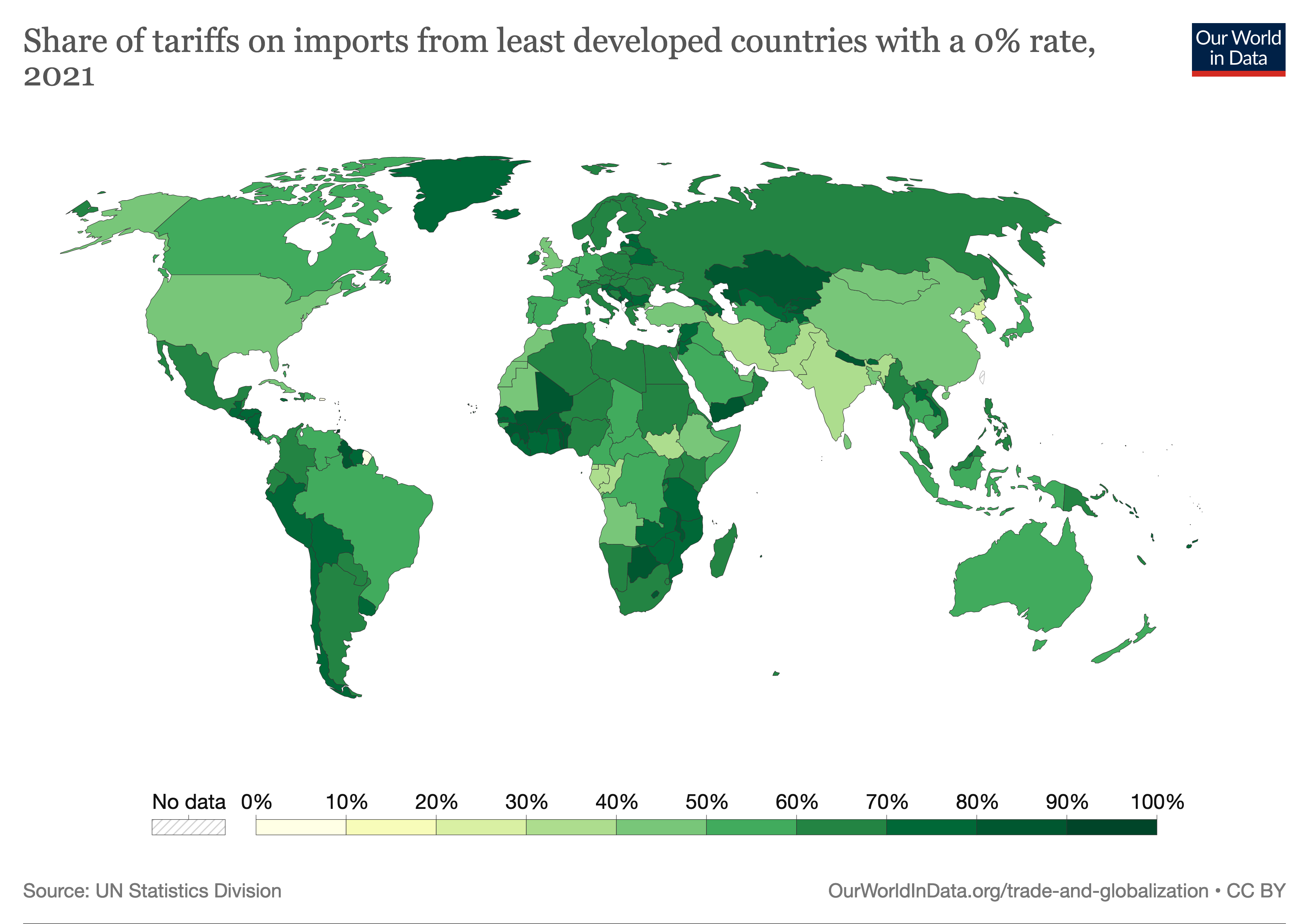
Harta lumii pentru indicatorul 10.a.1: Ponderea liniilor tarifare aplicate importurilor cu tarif zero

Textul integral al Țintei 10.a este: „Punerea în aplicare a principiului tratamentului special și diferențiat pentru țările în curs de dezvoltare, în special pentru țările cel mai puțin dezvoltate, în conformitate cu acordurile Organizației Mondiale a Comerțului".
Această țintă are un singur indicator: indicatorul 10.a.1 reprezintă „Ponderea taxelor vamale aplicate importurilor din țările cel mai puțin dezvoltate și țările în curs de dezvoltare cu taxe vamale zero”.

### Ținta 10.b: Încurajarea asistenței pentru dezvoltare și a investițiilor în țările cel mai puțin dezvoltate
Textul integral al Țintei 10.b este: „Creșterea Asistenței Oficiale pentru Dezvoltare și a fluxurilor financiare, inclusiv a investițiilor străine directe, către statele care au cea mai mare nevoie, în special țările cel mai puțin dezvoltate, țările africane, micile state insulare în curs de dezvoltare și țările în curs de dezvoltare fără ieșire la mare, în conformitate cu planurile și programele lor naționale".
Această țintă are un singur indicator: indicatorul 10.b.1 reprezintă „Fluxurile totale de resurse pentru dezvoltare, după țări beneficiare și donatoare și tipul de flux (de exemplu Asistență Oficială pentru Dezvoltare, investiții străine directe și alte fluxuri)”.

### Ținta 10.c: Reducerea costurilor de tranzacție pentru transferurile financiare către familiile migranților

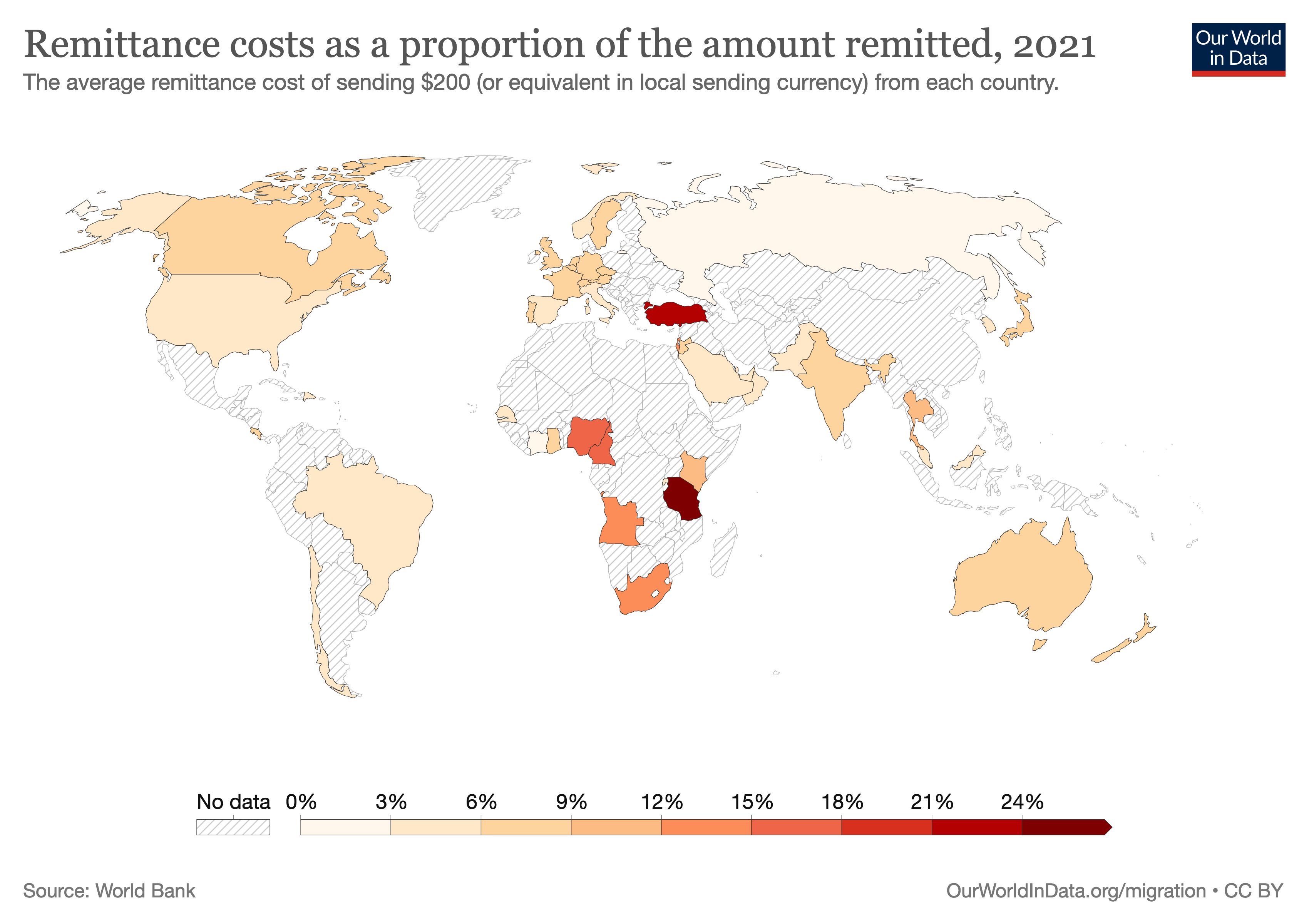
Harta lumii pentru indicatorul 10.c.1: Costurile de remitere ca proporție din suma remisă

Textul integral al Țintei 10.c este: „Până în 2030, reducerea la mai puțin de 3% a costurilor de tranzacție ale transferurilor financiare către familiile migranților și eliminarea liniilor de tranzacții financiare pentru migranți cu costuri mai mari de 5%".
Această țintă are un singur indicator: indicatorul 10.c.1 reprezintă „Costurile de remitere ca proporție din suma remisă”.

## Provocări

### Impactul pandemiei de COVID-19
Pandemia COVID-19 din 2020 agravează inegalitățile, afectându-i cel mai puternic pe cei mai vulnerabili. Din cauza pandemiei, se estimează că va exista o creștere de peste 6% în medie a indicelui Gini pentru piețele emergente și țările în curs de dezvoltare, cu un efect mult mai devastator asupra țărilor mai puțin dezvoltate ale lumii. Indicele Gini este un raport care determină inegalitatea veniturilor, valoarea 0 înseamnă că toate veniturile sunt împărțite în mod egal între toată populația, iar valoarea 100 înseamnă că toate veniturile aparțin unei singure persoane.

## Monitorizare și progres
Forumul Politic la Nivel Înalt pentru Dezvoltare Durabilă al ONU (High-level Political Forum on Sustainable Development - HLPF) se întrunește în fiecare an pentru monitorizarea globală a ODD, sub auspiciile Consiliului Economic și Social al Națiunilor Unite. Rapoartele de progres la nivel înalt pentru toate ODD-urile sunt publicate de Secretarul General al Națiunilor Unite. Actualizările și progresele pot fi găsite și pe site-ul SDG, care este gestionat de Departamentul Națiunilor Unite pentru Afaceri Economice și Sociale, Divizia de Statistică a Organizației Națiunilor Unite.

## Legături cu alte ODD
Obiectivele de Dezvoltare Durabilă sunt interdependente. ODD 10 este legat de multe dintre celelalte ODD, cum ar fi ODD 16 - Pace, justiție și instituții puternice, ODD 5 - Egalitatea de gen, ODD 1 - Fără sărăcie), ODD 2 - Zero foamete, ODD 3 - Sănătate și bunăstare, ODD 6 - Apă curată și canalizare, ODD 11 - Orașe și comunități durabile.

## Organizații
Organizațiile care sunt implicate în atingerea ODD 10 includ:
- Fondul Monetar Internațional (FMI),
- Organizația pentru Cooperare și Dezvoltare Economică (OCDE),
- Organizația Națiunilor Unite (ONU),
- Forumul Economic Mondial (FEM).